# Valaire

Valaire este o comună în departamentul Loir-et-Cher, Franța. În 2009 avea o populație de 79 de locuitori.